# Herman Puig
Germán Puig Paredes, de nombre artístico Herman Puig (Sagua la Grande, Cuba, 25 de febrero de 1928-Barcelona, 25 de enero de 2021) fue un cineasta y fotógrafo de desnudos cubano, reconocido como el fundador de la Cinemateca de Cuba.

## Biografía

### Comienzos
Germán Puig realizó estudios de pintura y escultura. Su primer cortometraje "Sarna" lo filmó con Edmundo Desnoes en 1952, a su vuelta de París, tras haber fundado en 1951 la Cinemateca de Cuba con la ayuda de Henri Langlois, director y cofundador de la Cinémathèque Française con George Franju.
Su encuentro con Langlois (que se identificó con Puig dado que ambos enfrentaron problemas iniciales similares) fue decisivo: Langlois aceptó enviar filmes franceses para el Cine-Club de La Habana, con la condición de que el Cine-Club de La Habana se convirtiera en la Cinemateca de Cuba, puesto que la Cinémathèque Française podía solamente intercambiar filmes con un organismo similar. Esto fue prácticamente una mera formalidad para Puig ya que los estatutos del Cine-Club de La Habana contemplaban la recuperación de filmes como una verdadera Cinemateca.
Así, el Cine-Club de La Habana (oficializado como institución en 1948 y fundado con Ricardo Vigón) se transforma por iniciativa de ambos (Puig y Langlois) en el marco del Congreso de la Federación de Archivos Fílmicos (FIAF) de 1951, en la Cinemateca de Cuba, nombre del que se apropiaría en 1961 Alfredo Guevara dentro del recientemente creado Instituto Cubano de Arte e Industria Cinematográfica (ICAIC). El legado tanto de Puig como de Vigón sería luego negado y hasta silenciado. Ricardo Vigón seguiría colaborando con Langlois en el funcionamiento de la Cinemateca de Cuba al regreso de Puig a La Habana en 1952.
A pesar de que el cine cubano no fue impulsado hasta la creación del ICAIC en 1959, Puig ya había realizado varios cortometrajes junto a un grupo que incluía a Carlos Franqui, Edmundo Desnoes y Néstor Almendros. Este último fue director de fotografía de uno de ellos, titulado "El Visitante" (hacia 1955), nunca terminado.
Junto a Carlos Franqui realizó "Carta de una madre", y con Edmundo Desnoes Sarna (1952).

### Fotógrafo del desnudo masculino
Desde los años 60 al 70, Puig hace fotografía de moda, retrato, y trabaja en publicidad como fotógrafo así como cineasta publicitario en España. Fue en Madrid donde primero empezó a experimentar con el desnudo masculino pero fue arrestado y acusado de pornógrafo, durante el franquismo. Puig no acude a su cita con el juez para aclarar su situación, lo que provoca su Busca y Captura por las autoridades españolas, y se marcha a París para probar que su obra es artística. Allí sería pionero en la edición de la historia del desnudo masculino en la fotografía, iniciativa que sería recuperada más tarde por distintas editoriales del mundo entero. Y gana fama como artista en contra de toda acusación de pornografía. Sus fotos están actualmente en la Bibliothèque Nationale de France como artista contemporáneo. Poco tiempo después de la muerte de Franco, se mudó a Barcelona donde vivió hasta su fallecimiento en 2021.

### Editor pionero
Pionero, tanto en la edición como en la autoedición (muy de moda en nuestros días) de la Historia del desnudo masculino fotográfico en general, con su editorial "Collection Nu Masculin". Editó "Yang" (de su propia obra) , "Von Gloeden et le XIX siècle", "Akademia, Le Nu academique Français", "Païdos, l'enfant nu" y "Cuir et fantasmes".

### Herman Puig en la actualidad
Herman Puig fue el protagonista de un film documental de David Boisseaux-Chical sobre su exilio cultural de Cuba,, así como de "Fermento" de Manuel Zayas, y también de entrevistas filmadas para televisión.
Falleció el 25 de enero de 2021.